# Půlka
Půlka je stará česká míra objemu, používána byla pro kapaliny. V roce 1607 jedna půlka činila 0,242 litru, což bylo 1/8 pinty neboli 0,5 žejdlíku.

## Použitý zdroj
- Malý slovník jednotek měření, vydalo nakladatelství Mladá fronta v roce 1982, katalogové číslo 23-065-82